# Молкверюм
Молкверюм (нід. Molkwerum) — село в нідерландській провінції Фрисландія на узбережжі штучного прісного озера Ейсселмер. Входить до муніципалітету Південно-Західна Фрисландія.
Його площа становить 10,72км², а населення станом на 2021 рік складало 360 осіб.
Перша згадка про населений пункт датується 1398 роком.

## Галерея

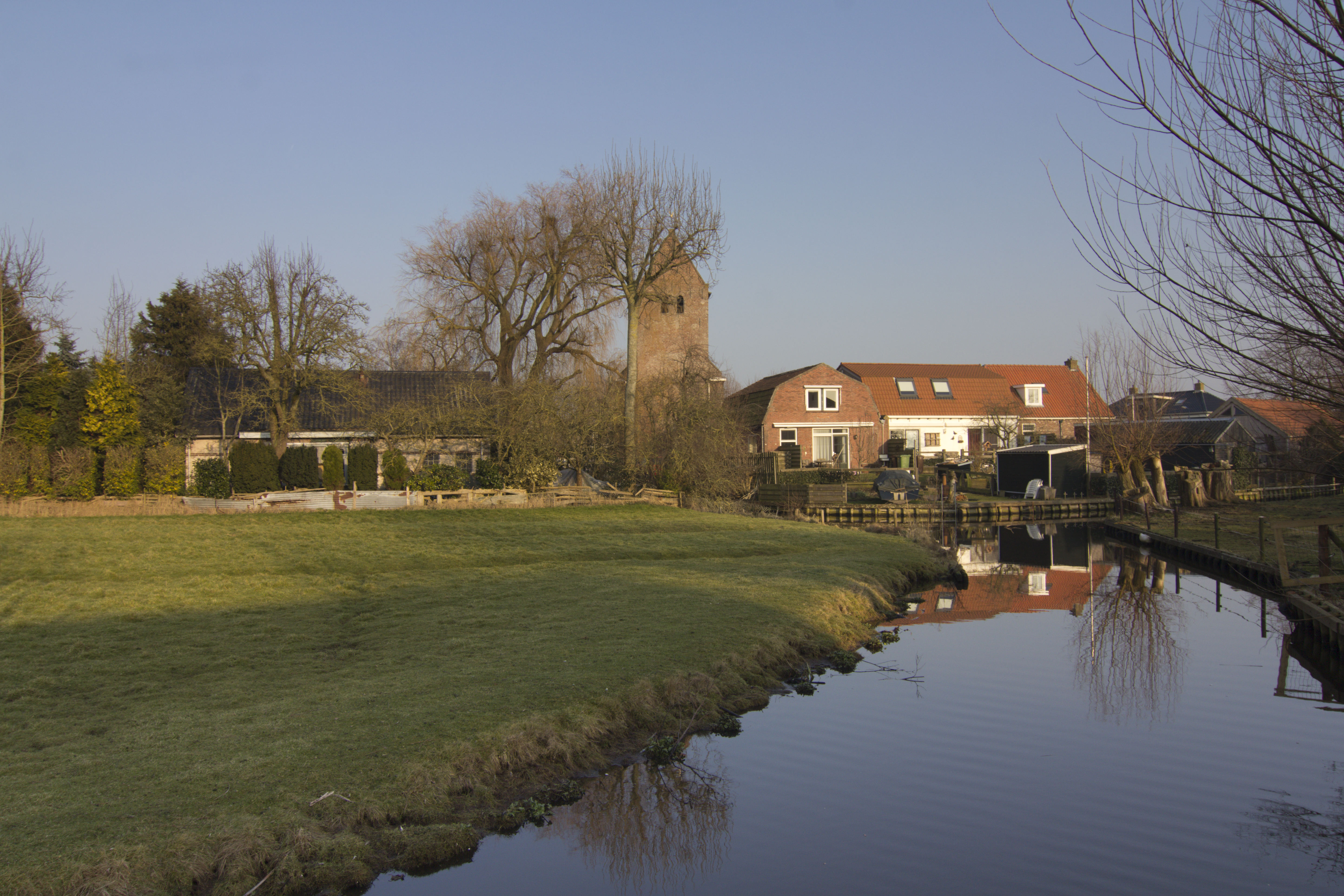
Вид на Молкверюм
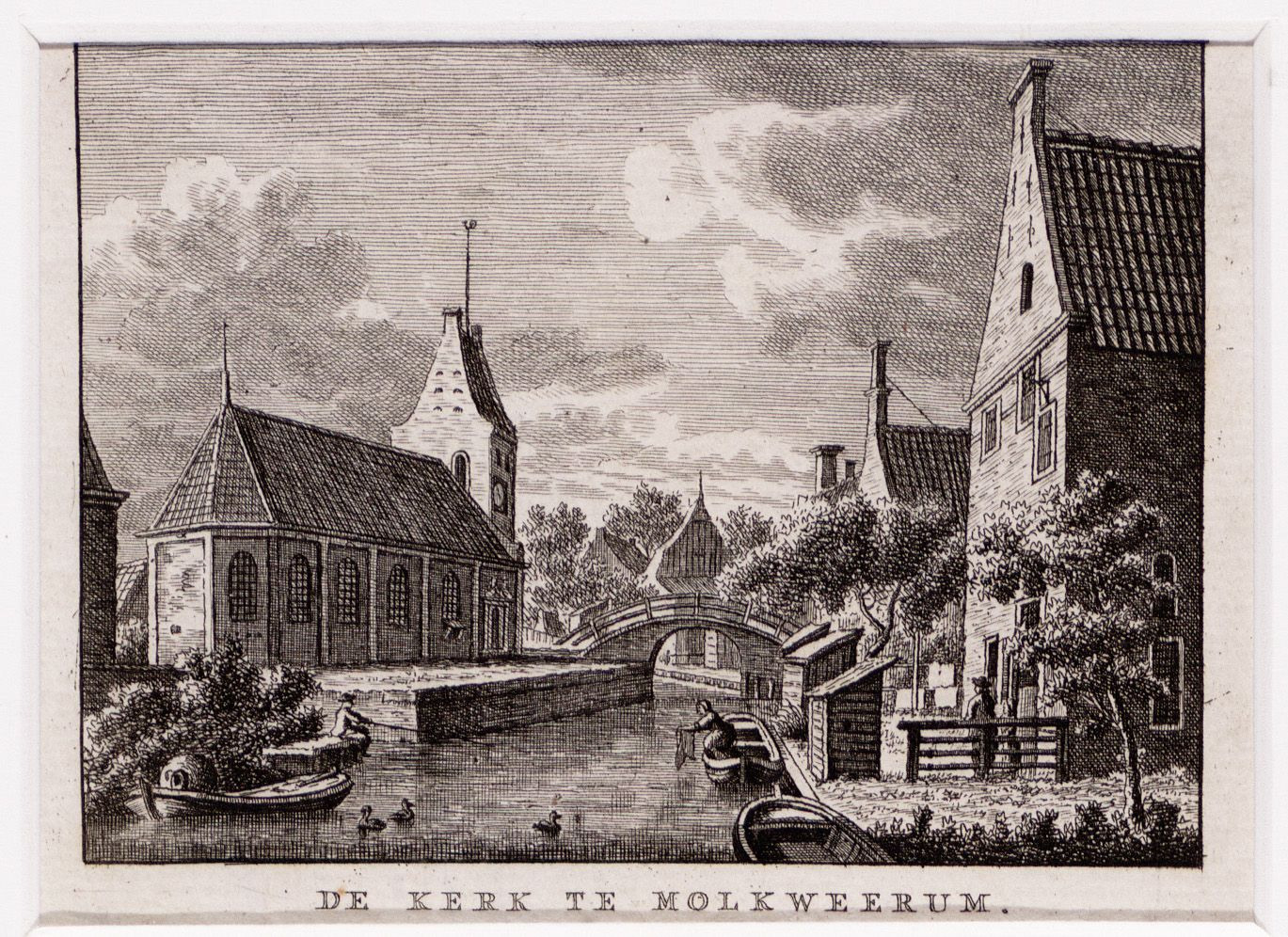
Малюнок села (1790)
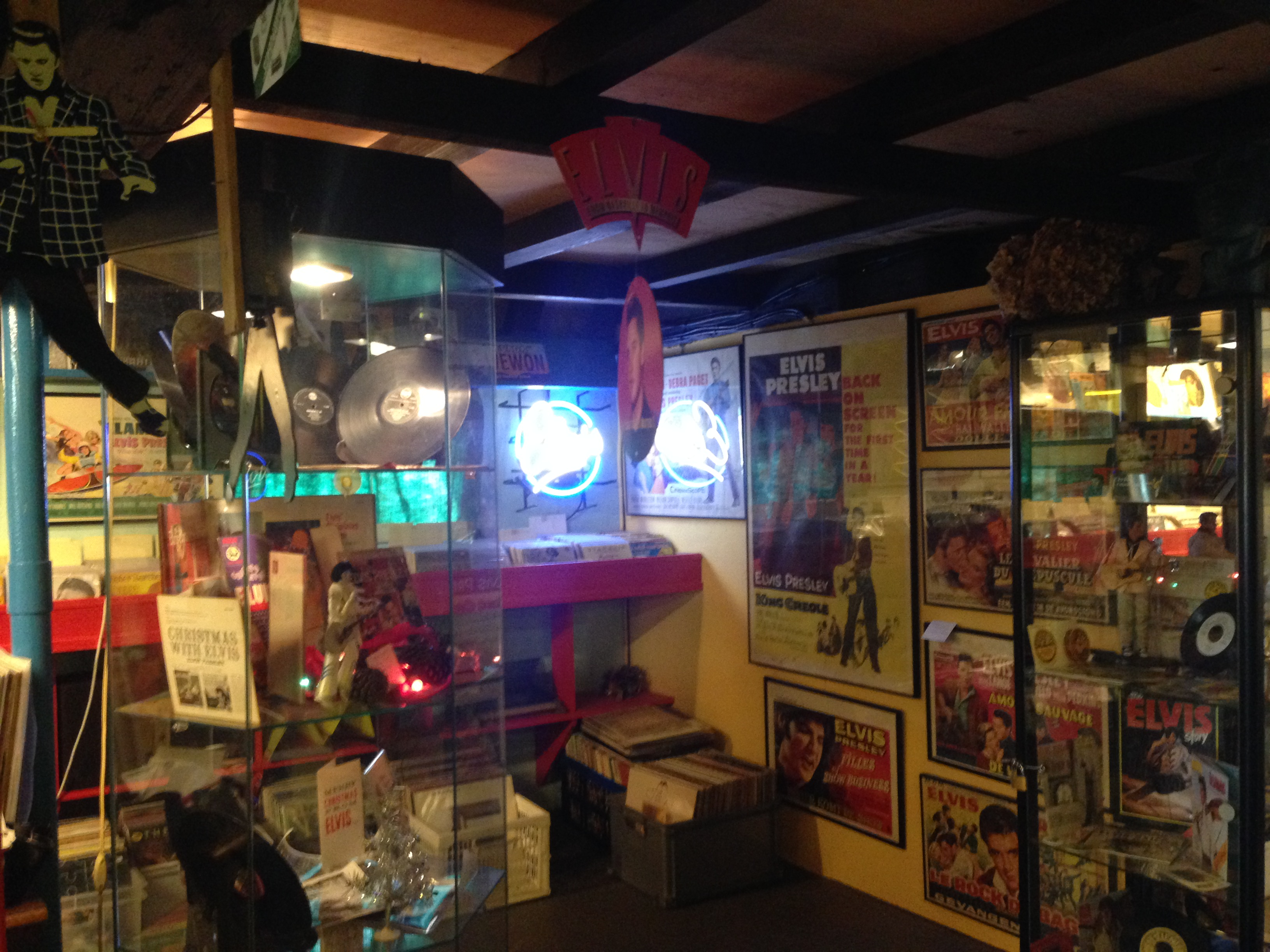
Музей Елвіса Преслі
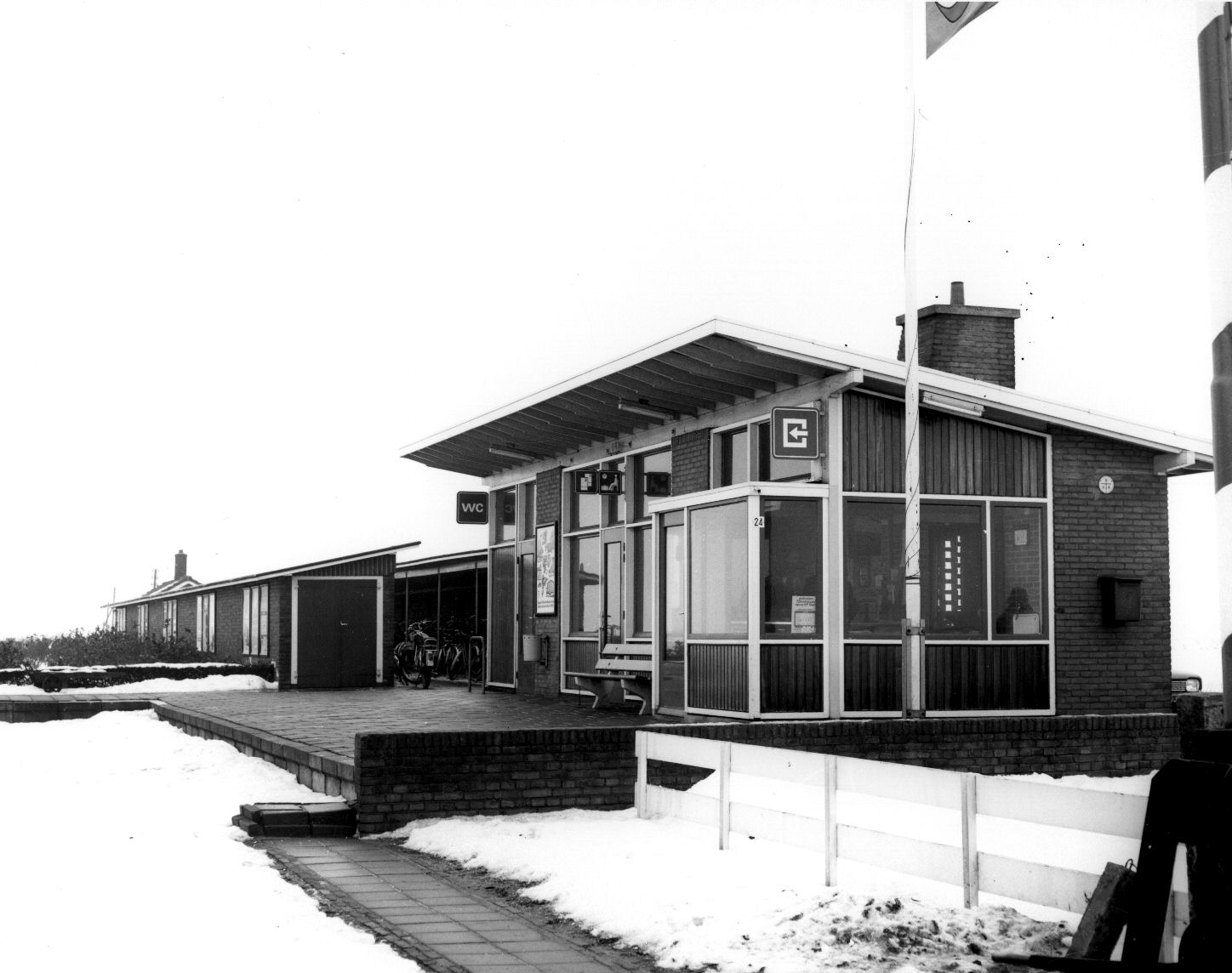
Залізнична станція